# Вуйчицкий, Анатолий Станиславович
Анатолий Станиславович Вуйчицкий (укр. Анатолій Станіславович Вуйчицький; 19 декабря 1936 — 29 октября 2020) — директор общества «Агрофирма „Дружба“», Днепропетровская область, Герой Украины (2002).

## Биография
Родился 19 декабря 1936 года. Украинец.
Умер 29 октября 2020 года.
Окончил Днепропетровский сельскохозяйственный институт.
В 1989—1991 годах — народный депутат СССР от Новомосковского района Днепропетровской области; член комитета ВС СССР по аграрным вопросам и продовольствию.
Депутат Новомосковского районного совета.
Председатель колхоза «Дружба», с. Богатое Новомосковского района Днепропетровской области, позже — директор общества «Агрофирма „Дружба“».

## Награды и заслуги
- Герой Украины (с вручением Ордена Державы, 28.12.2002 — за выдающиеся личные заслуги перед Украинским государством в развитии сельского хозяйства, внедрения современных форм хозяйствования).
- Награждён орденом Октябрьской Революции.[4]